# Leandro Amaral
Leandro Câmara do Amaral noto semplicemente come Leandro Amaral o solo Leandro (San Paolo, 6 agosto 1977) è un ex calciatore brasiliano, di ruolo attaccante.

## Carriera

### Club
Leandro esordisce da professionista nel Portuguesa nel 1995, dove rimane per cinque anni totalizzando 29 reti in 73 presenze.
Nell'estate del 2000 viene acquistato dalla Fiorentina di Vittorio Cecchi Gori, che paga il suo cartellino circa 3,8 miliardi di lire. Dopo un buon inizio, il calciatore si perde e inanella una serie di opache prestazioni che portano la società gigliata a lasciarlo tornare in Brasile la stagione successiva, in prestito al Grêmio, per poi cederlo definitivamente al São Paulo nel gennaio del 2002.
Successivamente ha una nuova occasione di confrontarsi col calcio europeo, giocando per un breve periodo in Francia nelle file dell'Istres.

### Nazionale
Ha partecipato alla FIFA Confederations Cup 2001 con la nazionale brasiliana, disputando 4 partite.

## Statistiche

### Cronologia presenze e reti in Nazionale
| Cronologia completa delle presenze e delle reti in nazionale ― Brasile | Cronologia completa delle presenze e delle reti in nazionale ― Brasile | Cronologia completa delle presenze e delle reti in nazionale ― Brasile | Cronologia completa delle presenze e delle reti in nazionale ― Brasile | Cronologia completa delle presenze e delle reti in nazionale ― Brasile | Cronologia completa delle presenze e delle reti in nazionale ― Brasile | Cronologia completa delle presenze e delle reti in nazionale ― Brasile | Cronologia completa delle presenze e delle reti in nazionale ― Brasile |
| Data                                                                   | Città                                                                  | In casa                                                                | Risultato                                                              | Ospiti                                                                 | Competizione                                                           | Reti                                                                   | Note                                                                   |
| ---------------------------------------------------------------------- | ---------------------------------------------------------------------- | ---------------------------------------------------------------------- | ---------------------------------------------------------------------- | ---------------------------------------------------------------------- | ---------------------------------------------------------------------- | ---------------------------------------------------------------------- | ---------------------------------------------------------------------- |
| 2-6-2001                                                               | Kashima                                                                | Brasile                                                                | 0 – 0                                                                  | Canada                                                                 | Conf. Cup 2001 - 1º turno                                              | -                                                                      | 22’                                                                    |
| 4-6-2001                                                               | Kashima                                                                | Giappone                                                               | 0 – 0                                                                  | Brasile                                                                | Conf. Cup 2001 - 1º turno                                              | -                                                                      |                                                                        |
| 7-6-2001                                                               | Suwon                                                                  | Brasile                                                                | 1 – 2                                                                  | Francia                                                                | Conf. Cup 2001 - Semifinale                                            | -                                                                      | 56’                                                                    |
| 9-6-2001                                                               | Ulsan                                                                  | Australia                                                              | 1 – 0                                                                  | Brasile                                                                | Conf. Cup 2001 - Finale 3º posto                                       | -                                                                      | 90’                                                                    |
| Totale                                                                 |                                                                        | Presenze                                                               | 4                                                                      |                                                                        | Reti                                                                   | 0                                                                      |                                                                        |

## Palmarès

### Club

#### Competizioni statali
- Campionato Gaúcho: 1

Grêmio: 2001
- Supercampeonato Paulista: 1

San Paolo: 2002
- Campionato paulista: 1

Corinthians: 2003

#### Competizioni nazionali
- Coppa Italia: 1

Fiorentina: 2000-2001
- Coppa del Brasile: 1

Grêmio: 2001

### Individuale
- Bola de Prata: 1

2007